# 夏承焘
夏承焘（1900年2月10日—1986年5月11日），字瞿禅，号瞿髯，别号梦栩生，室名月轮楼、天风阁、玉邻堂、朝阳楼，浙江温州人，中国现代词学的开拓者和奠基人。

## 生平
1918年毕业于温州师范学校，早年便喜读诗词，自己也能诗，后来专攻词学。畢業後執教四處。
1930年，由严州九中转之江大学任文理学院国文系教授。一直从事着词学的研究和教学。中华人民共和国建立之后曾任杭州大学教授和中国科学院文学研究所兼任研究员。1951年1月，接待捷克文化代表团。六十年代，夏承焘寫《岳飞<满江红>词考辨》的论文，认为《满江红》一词乃明人伪托，非其所作。文革中，夏承焘被打为“牛鬼蛇神”，自己亲笔写下了“打倒夏承焘”的大幅标语。1976年7月底，發生唐山大地震，是年8月，夏承燾往洛陽避震。1981年后任中国韵文学会名誉会长、《词学》主编等。
1986年5月11日，夏承焘因病在北京逝世。

## 著作
他的有已出版的词学专著近30种，未结集论文百余篇，待整理出版的著作尚有多种。其中《唐宋词人年谱》、《唐宋词论丛》、《姜白石词编年笺校》等，都是有词学以来少有的巨著。他还创作了大量诗词，其代表作为《夏承焘词集》、《天风阁诗集》，并写了独具特色的《天风阁学词日记》。

## 生活
夏承焘少时与同乡吴鹭山熟稔。文革后与吴妹吴无闻结合，之后著作多得内助之力。夏承焘也熟識胡兰成。夏承燾任之江大學中文系主任時，琦君為他的學生，對她影響甚深，事實上，「琦君」之筆名即源於夏承燾對她的稱呼，琦君也尊稱夏氏為「瞿師」。
夏承燾兄弟四人，有兄夏承烈，姐夏瓊英，弟夏承照，弟夏承燕。夏承焘养子吴常云，随母姓。

## 词学专著
- 《唐宋词人年谱》
- 《唐宋词论丛》
- 《姜白石词编年笺校》